# Tongoa
Tongoa is een eiland in Vanuatu. Tongoa is het noordelijkste eiland van de Shepherd-eilanden van de eilandstaat Vanuatu. Het is genoemd naar de Tongoa-plant die er groeit en het hoort bij de provincie Shefa. 
Met een oppervlakte van 41 km² is het vulkanisch eiland het grootste van de Shepherd-eilanden, het is alleen langs de kust dunbevolkt. Het ligt 7 km van het naburige eiland Epi en ongeveer 70 km van Efate met de hoofdstad van Vanuatu, Port Vila. Enkele kilometers ten noordoosten van Tongoa ligt de onderzeese vulkaan Kuwae, een van de actiefste vulkanen van Vanuatu. De berg Tavani Akoma aan de oostkant is het hoogste punt met 487 meter.
Verspreid over het eiland liggen een aantal vulkaankegels en er zijn lavastranden. Er is echter geen vulkanische activiteit meer. Het centrale deel van het eiland is dicht begroeid met tropisch regenwoud. Er leven onder andere grootpoothoenders. De enige zoogdieren die er voorkomen zijn de vleermuizen Pteropus anetianus en Tongavleerhond (Pteropus tonganus).

Het eiland beschikt over een klein vliegveld.
De 2243 inwoners (volkstelling 2015) wonen in 454 huishoudens, verspreid over 14 dorpjes. Het aantal inwoners neemt langzaam af, in 1999 waren er nog 2397 bewoners.
De Austronesische talen die worden gesproken zijn het Makura (Na Makura) en het Noord-Efate (Na Kanamanga).